# フランク・ハモンド
フランク・ハモンド（Frank Hammond、- 2004年）はアメリカのキリスト教牧師、教師。最初の著書「Pigs in the Parlor」が有名である。

## 経歴
教会の牧師を32年間勤めた後、教師としての働きを行うようになった。1973年、悪霊からの解放についての実践的ガイドともなる「Pigs in the Parlor」を発行、その後全世界で百万部以上が発行された。1980年、妻のアイダ・メイ・ハモンドとともに人々を悪霊から解放することを目的とする伝道団体「Children's Bread Ministry（チルドレンズ・ブレッド・ミニストリー）」を設立した。ハモンド夫妻および伝道チームは16年間にわたりアメリカおよび海外を巡り、教会や聖会などで活動した。

## 著書
- Demons and Deliverance in the Ministry of Jesus (ISBN 0892280018, 1991)
- Kingdom Living for the Family (ISBN 0892281006)
- The Saints at War (ISBN 0892281049)
- Overcoming Rejection (ISBN 0892281057)
- The Breaking of Curses (ISBN 089228109X)
- Comfort for the Wounded Spirit (ISBN 0892280778)
- Manual for Children's Deliverance (ISBN 0892280786)
- Soul Ties
- 『呪いを打ち壊す方法』 エターナル・ライフ・ミニストリーズ 1998年 ISBN 4900855286
- 『ファミリアー・スピリット』 エターナル・ライフ・ミニストリーズ 2006年 ISBN 4900855731